# منتخب جامايكا للكريكت
منتخب جامايكا الوطني للكريكت (بالإنجليزية: Jamaica national cricket team)‏ هو ممثل جامايكا الرسمي في المنافسات الدولية في الكريكت.